# Birnbach (Menach)
Der Birnbach ist ein fast zweieinhalb Kilometer langer Bach im Landkreis Straubing-Bogen in Niederbayern und ein rechter Zufluss der Menach.

## Verlauf
Vom Quellgebiet im Norden von Trudendorf fließt er in großem Linksbogen zuerst südlich, passiert Trudendorf im Nordosten, kreuzt zuletzt die Kreisstraße SR 6 und läuft dann zwischen Weidenhofen und Obermenach östlich auf die Menach zu, in die er gegenüber von Häuselberg als ihr letzter rechter Zufluss mündet.  Der Birnbach fließt ausschließlich auf dem Gebiet der Stadt Bogen.